# Igor Tselovalnikov
Igor Vassilievitch Tselovalnikov, né le 2 janvier 1944 à Erevan, en Arménie soviétique, et mort le 1er mars 1986, était un coureur cycliste soviétique.
En 1972, associé à Vladimir Semenets, il obtenait la médaille d'or en course de tandem aux Jeux olympiques de Munich.

## Biographie
Igor Tselovalnikov, cycliste d'un gabarit moyen (1,74 m, 75 kg), pistard soviétique, coureur de Vitesse, s'est spécialisé dans la course en tandem. Associé à plusieurs équipiers successifs, il a participé à 2 Jeux olympiques et 4 championnats du monde dans cette discipline cycliste. Il a également couru en Vitesse. Comme souvent dans la spécialité du tandem, son nom est associé à celui de son coéquipier, Semenets, dans la victoire et la gloire des classements au point de perdre fréquemment son prénom. Inclus au programme des Championnats du monde de cyclisme sur piste à partir de 1966, le tandem, depuis longtemps spécialité olympique, est retiré des J.O. à partir de 1976. La paire Semenets-Tselovalnikov est la dernière à avoir triomphé, mais elle n'a à son actif aucun succès en championnat du monde. Pour Igor Tselovalnikov, le titre de Champion olympique clôt sa carrière internationale.

## Palmarès
- 1967
  - 4e du championnat du monde de tandem amateurs (avec Andreï Agapov)
- 1968
  - Quart-de-finaliste du tandem aux Jeux olympiques de Mexico (avec Imants Bodnieks)
- 1969
  - Quart-de-finaliste du championnat du monde de vitesse amateurs[2]
- 1970
  - Quart-de-finaliste du championnat du monde de tandem amateurs (avec Viktor Logounov)
- 1971
  - 4e du championnat du monde de tandem amateurs (avec Vladimir Semenets)
- 1972
  -  Champion olympique de tandem à Munich (avec Vladimir Semenets)
  -  Champion d'URSS du tandem (avec Vladimir Semenets)